# Bonifazio Graziani
Bonifazio Graziani (ou Bonifacio) (né à Marino (Italie) vers 1605 et mort à Rome le 15 juin 1664) est un compositeur italien du XVIIe siècle.

## Biographie
Bonifazio Graziani écrivit des motets qui façonnèrent le style de l'époque. Maintes fois réédités en leur temps, ils étaient répandus dans toute l'Europe.
Ce succès est dû vraisemblablement à la riche inventivité mélodique du compositeur, inventivité qui distingue notamment le motet Dominus illuminatio mea, extrait du troisième livre publié en 1658. Graziani y présente un éblouissant feu d'artifice de brefs ariosos aux mélodies variées, alternant avec de courts récitatifs.
Il écrivit également deux oratorios : Adae oratorium et Filii prodigi oratorium.

## Œuvres publiées
- Motetti a due, tre, quattro, cinque, e sei voci (op. 1), Vitale Mascardi, Rome, 1650
- Il secondo libro de motetti a due, tre, quattro, cinque e sei voci(op. 2), Vitale Mascardi, 1652
- Il primo libro de motetti a voce sola (op. 3), Vitale Mascardi, Rome, 1652 ; autres publications : Maurizio Balmonti 1655, Ignazio de Lazzari, 1661
- Psalmi vespertini quinque vocibus cum organo, et sine organo decantandi... lib. I, opus quartum (op. 4), Nicolo Germani/Vitale Mascardi, Rome, 1652.
- Psalmi vespertini quinque vocibus concinendi, opus quintum (op. 5), Vitale Mascardi, 1653
- Il secondo libro de motetti a voce sola. opera sesta (op. 6), Maurizio Balmonti, 1655
- Motetti a due, tre, e cinque voci... libro terzo, opera settima (op. 7), Maurizio Balmonti, 1656
- Il terzo libro de motetti a voce sola... opera ottava (op. 8), Giacomo Fei, 1658
- Responsoria hebdomadae sanctae, quatuor vocibus concinenda, una cum organo si placet (op. 9), Ignazio de Lazari, 1663
- Del quarto libro de motetti a voce sola... opera decima (op. 10), Giacomo Fei, 1665
- Litanie della Madonna a quattro, cinque, sette e otto voci... opera undecima (op. 11), Giacomo Fei, 1665
- Motetti a due, tre, quattro, e cinque voci per ogni tempo ... opera XII (op. 12), Mascardi Nachfolger, 1673
- Antifone della Beatissima Vergine Maria, solite ricitarsi tutto l'anno doppo l'offizio divino... a quattro, cinque e sei voci... opera decima terza (op. 13), Giacomo Fei, 1665
- Antifone per diverse festività di tutto l'anno, a due, tre, e quattro voci... parte prima, opera decima quarta (op. 14), Ignazio de Lazari 1666
- Sacri concerti... a due, tre, quattro e cinque voci... opera decimaquinta (op. 15), Amadeo Belmonte 1668
- Partitura del quinto libro de'motetti a voce sola... opera XVI (op. 16), Amadeo Belmonte 1669
- Psalmi vespertini binis choris, una cum organo certatim, suaviterque decantandi... opus XVII (op. 17), Amadeo Belmonte, 1670
- Il primo libro delle messe a quattro, e cinque... opera decima ottava (op. 18), Angelo Mutii 1671
- Sacrae cantiones una tantum voce cum organo decantandae... liber sextus, opus XIX (op. 19), Rom Mascardi Nachfolger 1672
- Motetti a due, tre, quattro, e cinque voci... lib. VI, opera XX (op. 20), Mascardi Nachfolger, 1672
- Hinni vespertini per tutte le principali festività dell'anno, composti in musica a tre, quattro, e cinque voci, alcuni con li ripieni... opera XXI (op. 21), Mascardi Nachfolger 1673
- Il secondo libro delle messe a quattro, cinque, e otto voci... opera XXII (op. 22), Mascardi Nachfolger 1674
- Motetti a due, tre e quattro voci... opera XXIII (op. 23), Mascardi Nachfolger 1674
- Motetti a due, tre, quattro e cinque voci... opera XXIV (op. 24), Mascardi 1676
- Musiche sagre, e morali composte ad'una, due, tre, e quattro voci... opera XXV (op. 25), Mascardi Nachfolger 1678
- Motetti a due, e tre voci (ohne Opuszahl), Giacomo Fei 1667.

## Enregistrement
- Vespro della Beata Vergine – Collegium Vocale Hannover ; La festa musicale, dir. Florian Lohmann (juin 2018, Arcantus) (OCLC 1127055208)